# 里斯本 (選區)
里斯本是葡萄牙國家立法機構共和国议会的22個多議席選區之一。該選區於1976年恢復民主後依憲法設立共和國議會時設立。它與里斯本區毗鄰。目前，該選區採用封閉式政黨名單比例代表制選舉制度，選出共和國議會230名議員中的 48 名。在 2024 年立法選舉中，共有 1,915,287 名登記選民。
這個選區是世界上最多的國會多議席選區的一個。

## 另見
- 德國 (歐洲議會選區)，歐洲議會人數最多的一個選區。